# احتجاجات جورج فلويد
يُقصد من احتجاجات جورج فلويد (بالإنجليزية: George Floyd protests)‏ سلسلة الاحتجاجات والاضطرابات المستمرة التي بدأت في مدينة منيابولس بولاية مينيسوتا في الولايات المتحدة في يوم 26 مايو 2020. بدأت الاحتجاجات كرد فعل على مقتل جورج فلويد، وهو أمريكي من أصل أفريقي في السادسة والأربعين من عمره، الذي تُوفي أثناء عملية اعتقال، وذلك بعد أن ركع ديريك شوفين، ضابط بقسم شرطة منيابولس، على رقبة فلويد 8′46″، في حين كان ينظر إليه ثلاثة ضباط آخرين.
بدأت الاضطرابات باحتجاجات محلية في منطقة منيابولس سانت بول الحضرية في ولاية مينيسوتا، وذلك قبل أن تنتشر بسرعة على الصعيد الوطني وفي أكثر من 60 دولة على الصعيد الدولي من أجل دعم حركة حياة السود مهمة. شهدت أكثر من 2000 مدينة وبلدة، في الولايات المتحدة وحول العالم، احتجاجات ومظاهرات حتى يوم 13 يونيو، وامتدت الاحتجاجات في العديد من المدن لأسبوع رابع منذ وفاة فلويد، وتزامنت مع مناسبة جونتينث أو يوم الحرية. في حين كانت أغلبية الاحتجاجات سلمية، فقد تحولت مظاهرات في بعض المدن إلى أعمال شغب ونهب واسعة النطاق، تخللتها مناوشات في الشوارع ووحشية كبيرة من جانب الشرطة، ولا سيما ضد المحتجين والمراسلين السلميين. بحلول 3 يونيو، فُرض حظر التجول على 200 مدينة على الأقل في الولايات المتحدة، في حين زُودت أكثر من 30 ولاية أمريكية، إلى جانب واشنطن العاصمة، بأكثر من 62,000 فرد من الحرس الوطني الأمريكي بسبب الاضطرابات الجماعية. بحلول 3 يونيو، اعتُقل ما لا يقل عن 11 ألف شخص، من بينهم ضباط الشرطة الأربعة المتورطين في عملية الاعتقال التي أدت إلى وفاة فلويد.
أدت الاحتجاجات إلى مقترحات تشريعية عديدة، على المستوى الفيدرالي وعلى مستوى الولايات والبلديات، تهدف إلى مكافحة سوء سلوك الشرطة، والعنصرية المؤسساتية، والحصانة المشروطة، ووحشية الشرطة في الولايات المتحدة، وذلك في حين واجهت إدارة ترامب انتقادات واسعة النطاق بسبب تصديها المتشدد والعسكري وخطابها العدواني. ارتبطت الاحتجاجات أيضًا بإزالة وتدمير النُصب والتماثيل على الصعيدين الوطني والدولي. كانت الاضطرابات تحدث أيضًا أثناء جائحة فيروس كورونا 2019– 20 العالمية، مع تحذير خبراء الصحة من أن الاحتجاجات ستسهل على الأرجح من تسارع انتشار الفيروس أو انتعاشه.

## خلفية الأحداث

### تاريخ وحشية الشرطة في الولايات المتحدة
أدت حالات متكررة لوحشية الشرطة واستخدام ضباط إنفاذ القانون في الولايات المتحدة للقوة المميتة ضد الأمريكيين الأفارقة إلى دفع حركة الحقوق المدنية وغيرها من الناشطين للاحتجاج على عدم مساءلة الشرطة في الحوادث التي تنطوي على استخدام مفرط للقوة، وذلك على الرغم من حدوث حالات مماثلة تتعلق بضحايا من البيض، ولكن عادة ما تكون أقل من ناحية التغطية الإعلامية. كانت أعمال الشغب التي اندلعت في واتس في عام 1965 ردًا على وحشية الشرطة أثناء حركة الحقوق المدنية، والتي أسفرت عن مقتل 34 شخصًا، أغلبهم من الأمريكيين الأفارقة. كانت أحداث شغب لوس أنجلوس 1992، إلى جانب رد فعل الأمريكان الأفارقة على تبرئة أو جيه سيمبسون عن قتله نيكول براون ورون غولدمان، ردًا على تبرئة ضباط الشرطة المسؤولين عن استخدام القوة المفرطة ضد رودني كينغ.
في أواخر عام 2014، وقعت حادثة مقتل مايكل براون في مدينة فيرغسون بولاية ميزوري، وحادثة مقتل إريك غارنر في مدينة نيويورك (الذي كان يقول، على نحو متكرر، مثلما كان يقول يقول جورج فلويد: «لا أستطيع التنفس»). مرة أخرى في عام 2015، وقعت حادثة وفاة فريدي غراي في بالتيمور، وهو ما أشعل حركة حياة السود مهمة. وقعت عدة حوادث في ولاية مينيسوتا صاحبتها تغطية إعلامية على الصعيد الوطني، وقد تضمنت حادثة إطلاق النار على جمار كلارك في مدينة منيابولس في عام 2015، وحادثة إطلاق النار على فيلاندو كاستيل في مدينة فالكون هايتس في عام 2016، وحادثة إطلاق النار على جاستين داموند في عام 2017. في مارس 2020، نُشر على نطاق واسع أيضًا حادثة إطلاق الشرطة النار على برونا تايلور أثناء تنفيذهم أمر تفتيش في شقتها في كنتاكي. في 2016، قتل ضباط شرطة مدينة دالاس توني تيمبا بنفس الطريقة التي قتل بها جورج فلويد.

### تأثير جائحة فيروس كورونا 2020
كان للتدابير المتخذة ضد جائحة فيروس كورونا، بما في ذلك إغلاق المؤسسات التجارية غير الضرورية وتنفيذ أوامر البقاء في البيت، أثر اقتصادي واجتماعي كبير على العديد من الأمريكيين، إذ فقد الملايين وظائفهم وأصبحوا أكثر ضعفًا من الناحية الاقتصادية. قال كيث إليسون، المدعي العام لولاية مينيسوتا، أنه يرى أن الناس «محبوسون منذ شهرين، ولذلك هم الآن في مكان وموضع مختلفين. إنهم قلقون. البعض منهم عاطل عن العمل، والبعض الآخر لا يملك مال الإيجار، وهم غاضبون ومحبطون».

### مقتل جورج فلويد
في 25 مايو 2020، في الساعة 8:08 مساءً، حسب توقيت المنطقة الزمنية الوسطى، استجابت إدارة شرطة منيابولس (إم بّي دي) لمكالمة طوارئ هاتفية من رقم 9-1-1بشأن عملية «تزوير قيد التنفيذ» في شارع شيكاغو أفينيو الجنوبي في باودرهورن، منيابولس. وصل ضابطا إدارة شرطة منيابولس توماس كيه. لين وجيه. ألكسندر كوينغ مع تشغيل كاميرات تصوير مثبتة على أجسامهم. أخبر موظف ما في المتجر الضابطان بأن الرجل متواجد في سيارة مجاورة. اقتراب ضابطا الشرطة من السيارة وأمرا جورج فلويد، وهو رجل أمريكي من أصل أفريقي يبلغ من العمر 46 سنة، الذي «بدا تحت تأثير المخدرات» حسبما ذكرت الشرطة، أن يخرج من السيارة، وعندئذ «قاومهما جسديًا». وفقًا لإدارة شرطة منيابولس، «تمكن الضابطان من وضع المشتبه فيه في الأغلال، ولاحظا أنه يبدو أنه يعاني من ضائقة طبية. طلب الضابطان سيارة إسعاف». ما أن كُبّل فلويد، مشى هو والضابط لين إلى الرصيف. جلس فلويد على الأرض بتوجيه من الضابط لين. في محادثة قصيرة، سأل الضابط فلويد عن اسمه وبطاقة هويته، موضحًا أنه اعتُقل بتهمة استخدام عملة مزورة، وسأله ما إذا كان «يتعاطى شيئًا». حاول الضابطان كوينغ ولين مساعدة فلويد للوصول إلى سيّارتهما، لكن في الساعة 8:14 مساءً، تصلب فلويد في مكانه وسقط على الأرض. سرعان ما وصل ضابطان من إدارة شرطة منيابولس، وهما ديريك شوفين وتو تاو في سيارة دورية منفصلة. قام الضباط بعدة محاولات فاشلة أخرى لإدخال فلويد في سيارة الشرطة.
نزل فلويد، الذي كان لا يزال مكبَّلا، إلى الأرض ووجهه إلى الأسفل. أمسك الضابط كوينغ بظهر فلويد وأمسك لين بساقيه. وضع شوفين ركبته اليسرى في منطقة رأس فلويد وعنقه. أظهر بث مباشر على فيسبوك، سجله أحد المارة، الضابط ديريك شوفين راكعًا على رقبة فلويد. كان فلويد يخبر شوفين بشكل متكرر: «من فضلك» و«لا أستطيع التنفس»، فيما سُمع أحد المارة يقول لضابط الشرطة: «لقد أوقعته. دعه يتنفس». بعد فترة من الوقت، أشار أحد المارة إلى أن فلويد كان ينزف من أنفه، فيما يخبر شخص آخر الشرطة أن فلويد «لا يقاوم الاعتقال في تلك اللحظة»، وأخبر الضباط المارة أن فلويد «يتكلم، إنه بخير». رد عليهم أحد المارة قائلًا إن فلويد «ليس بخير». بعد ذلك احتج أحد المارة بأن الشرطة كانت تمنع فلويد من التنفس، وأخبرهم «أبعدوه عن الأرض … بإمكانكم أن تضعوه في السيارة الآن، إنه لا يقاوم الإعتقال ولا يقاوم أي شيء». أصبح فلويد بعد ذلك صامتًا وبلا حركة. لم يرفع شوفين ركبتَه حتى وصول سيارة إسعاف. وضعت خدمات الطوارئ الطبية فلويد على نقالة. لم يكتف شوفين بالركوع على رقبة فلويد لمدة سبع دقائق (بما في ذلك أربع دقائق بعد توقف فلويد عن التحرك)، بل أظهر مقطع فيديو آخر أن ضابطين آخرين ركعا على رقبة فلويد بينما كان ضابط آخر يشاهد.
لم يتمكن المسعفون من الكشف عن النبض، وأُعلن عن وفاة فلويد في المستشفى. أُجري تشريح لجثة فلويد في 26 مايو، وفي اليوم التالي، نُشر التقرير الأولي لمكتب الطب الشرعي في مقاطعة هنيبين، الذي جاء فيه أنه «لا توجد نتائج مادية تدعم التشخيص بوقوع عملية خنق أو اختناق رضحي». تضمنت الحالات الصحية الأساسية التي كان يعاني منها فلويد الإصابة بمرض القلب التاجي ومرض القلب الضغطي. قال التقرير الأولي إنه «من المرجح أن تكون الآثار المجتمعة المتمثلة في تقييد الشرطة لقدرة السيد فلويد، والحالات الصحية التي يعاني منها، وتواجد أي مواد سامة محتملة في جسمه؛ قد ساهمت في وفاته». قال الطب الشرعي أيضًا أن فلويد «كان منتشيًا بالفينتانيل، وكان قد تعاطى الميثامفيتامين قبيل وفاته».
في الأول من يونيو، حكم تشريح خاص للجثة، بتكليف من أسرة فلويد، أن الوفاة كانت جريمة قتل، وأن فلويد تُوفي بسبب الاختناق الناجم عن الضغط المستمر، وهو ما يتعارض مع تقرير التشريح الأصلي الذي قد صدر في وقت سابق من ذلك الأسبوع. بعد ذلك بفترة وجيزة، أعلن التشريح الرسمي لوفاة فلويد بأن وفاته كانت جريمة قتل. أثارت لقطات الفيديو للضابط ديريك شوفين، والتي تعرض تنفيذه 8 دقائق و15 ثانية من الضغط المتواصل على رقبة فلويد، وهو ما أدى إلى قتل فلويد اهتمام العالم، وأثارت أسئلة حول استخدام قوات إنفاذ القانون للقوة.
في 26 مايو، فُصل شوفين والضباط الثلاثة الآخرين من العمل. وُجهت إلى شوفين تهمة القتل العمد من الدرجة الثالثة والقتل الخطأ من الدرجة الثانية؛ وتحولت التهمة الأولى فيما بعد إلى القتل العمد من الدرجة الثانية.

## قائمة المظاهرات
| الموقع                         | 28 مايو | 29 مايو | 30 مايو | 31 مايو |
| ------------------------------ | ------- | ------- | ------- | ------- |
| أنكوريج (ألاسكا)               |         |         | 100     |         |
| أوبورن (ألاباما)               |         |         |         | 250     |
| بيكرسفيلد (كاليفورنيا)         |         | 500     |         |         |
| برمنغهام (ألاباما)             |         |         | 1,000   |         |
| كولورادو سبرينغس (كولورادو)    |         |         | 300     |         |
| كولومبوس (أوهايو)              |         |         |         | 200     |
| كورال غيبلز (فلوريدا)          |         |         | 100     |         |
| دافنبورت (أيوا)                |         |         | 500     |         |
| دوفر (ديلاوير)                 |         |         |         | 200     |
| دولوث (مينيسوتا)               | 100     |         |         | 1,000+  |
| فيربانكس (ألاسكا)              |         |         | 400     |         |
| فريسنو (كاليفورنيا)            |         |         |         | 2,000   |
| فورت والتون بيتش (فلوريدا)     |         |         |         | 200     |
| غينزفيل (فلوريدا)              |         |         | 1,000   |         |
| هارتفورد (كونيتيكت)            |         |         | 1,000   |         |
| هونولولو                       |         |         | 100     |         |
| هوفر (ألاباما)                 |         |         | 100     |         |
| شاطئ هنتنغتون (كاليفورنيا)     |         |         |         | 500     |
| جاكسونفيل (فلوريدا)            |         |         | 1,200   |         |
| جونو (ألاسكا)                  |         |         | 250     |         |
| كاهولوي (هاواي) [الإنجليزية]   |         |         | 150     |         |
| لا ميسا (كاليفورنيا)           |         |         | 1,000   |         |
| ليتل روك (أركنساس)             |         |         | 400-500 |         |
| ميامي                          |         |         | 400-500 |         |
| نيوآرك (نيو جيرسي)             |         |         | 5,000   |         |
| بينساكولا (فلوريدا)            |         | 400     | 400     |         |
| بومونا (كاليفورنيا)            |         |         | 250     |         |
| بريسكوت (أريزونا)              |         |         | 250     |         |
| رالي (كارولاينا الشمالية)      |         |         | 1000+   |         |
| سانتا روسا (كاليفورنيا)        |         |         | 500     |         |
| فاليجو (كاليفورنيا)            | 100     |         |         |         |
| وندرمير (فلوريدا) [الإنجليزية] |         | 200     |         |         |

## التسلسُل الزمني

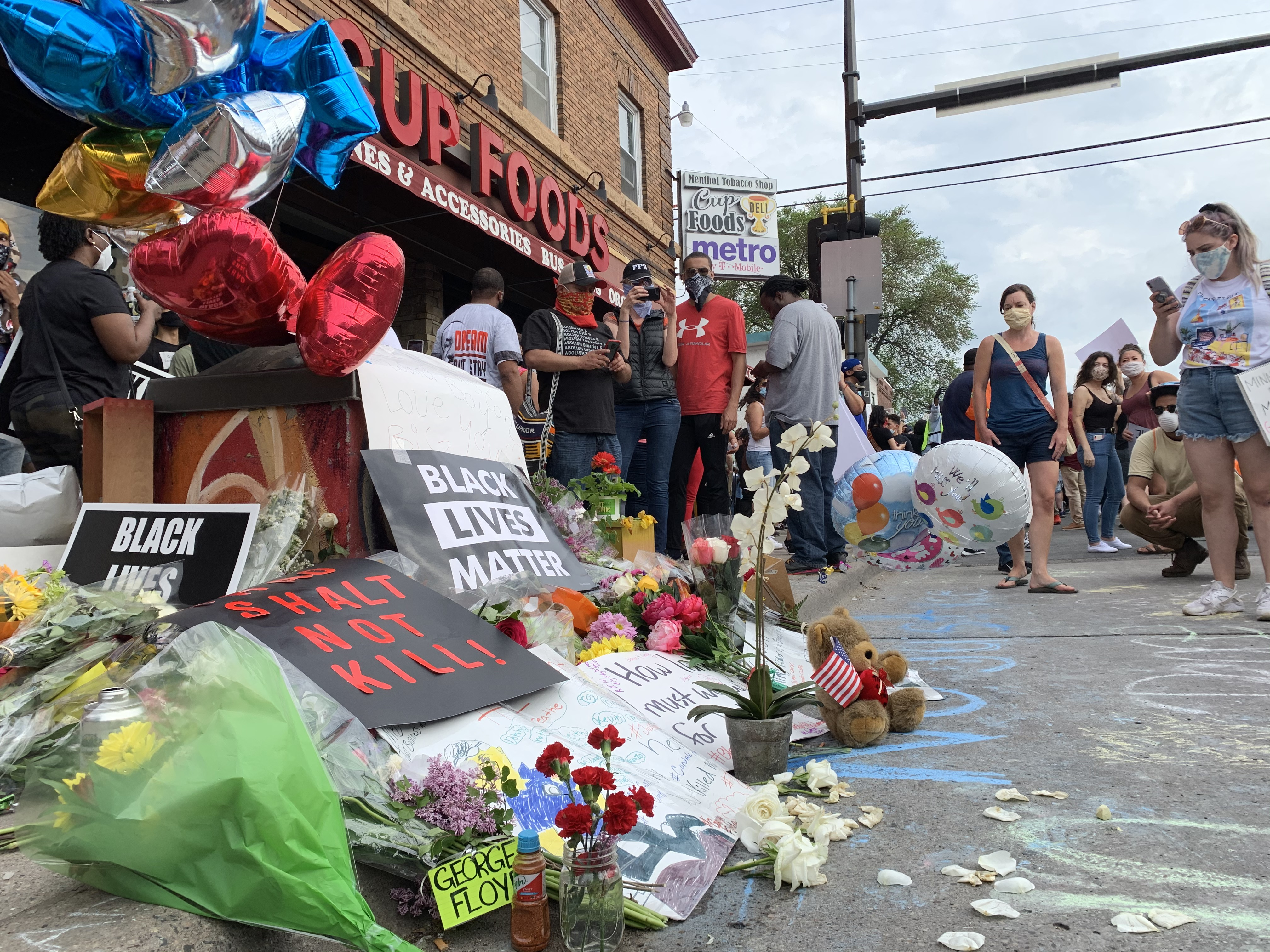
نصب تذكاري في موقع وفاة فلويد، 26 مايو.

### اليوم الأول: 26 مايو

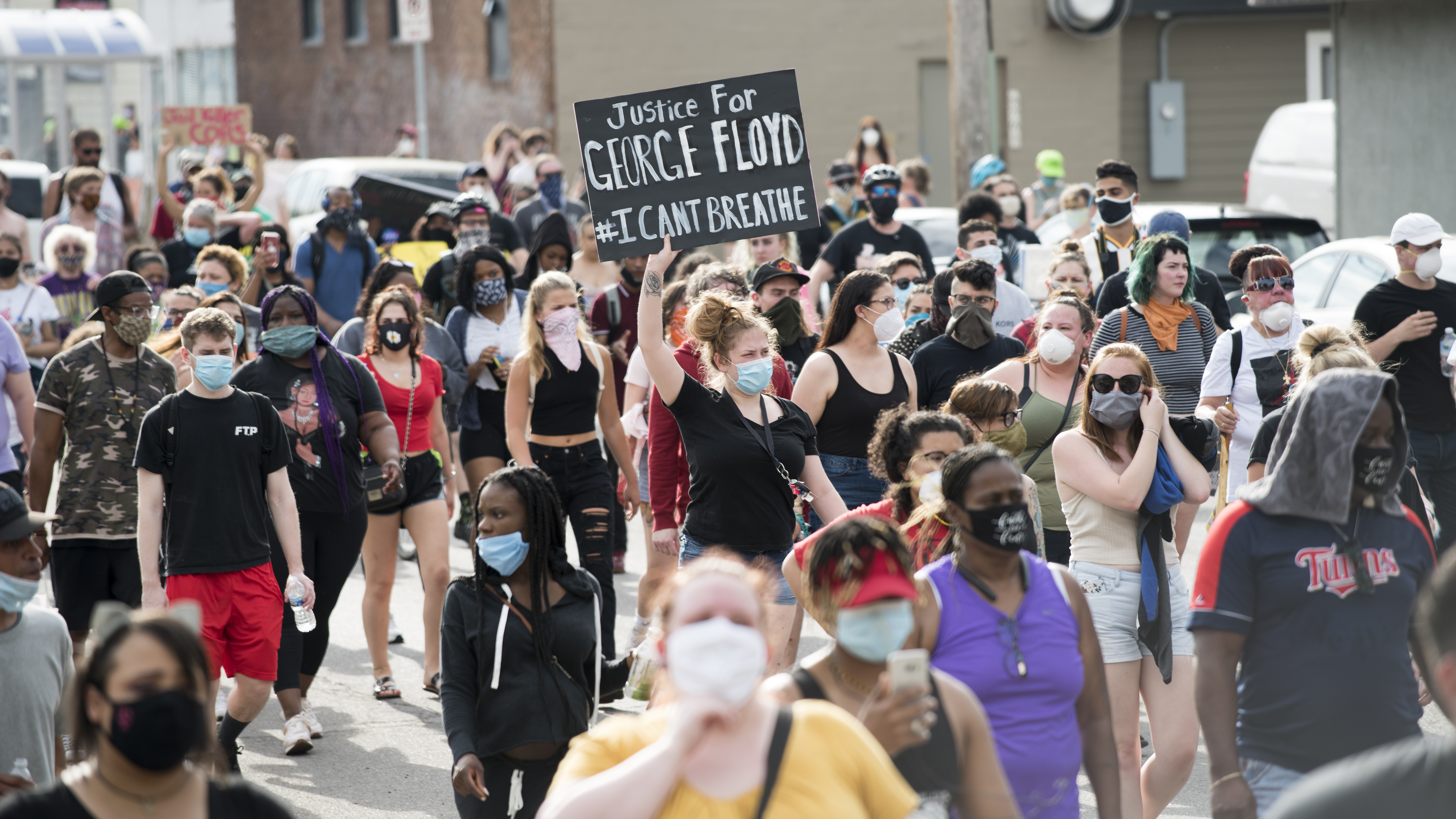
المتظاهرون في منيابولس في 26 مايو، بعد يوم من وفاة فلويد

بدأت الاحتجاجات خلال منتصف النهار في 26 مايو، بعد يوم واحد من وفاة فلويد. سار المئات إلى قسم الدائرة الثالثة لشرطة منيابولس للتعبير عن استياءهم من وحشيّة الشرطة. بدأ العنف خلال الاحتجاجات حيث قام المتظاهرون بتخريب قسم الشرطة، وإلقاء الحجارة على السيارات الموجودة فيه. بدأت الاشتباكات حوالي الساعة 8:00 مساءً بتوقيت المنطقة الزمنية الوسطى، حيث أطلقت شرطة مكافحة الشغب الرصاص المطاطي والغاز المسيّل للدموع على المتظاهرين، الذين ألقوا عليهم عبوات المياه.

### اليوم الثاني: 27 مايو

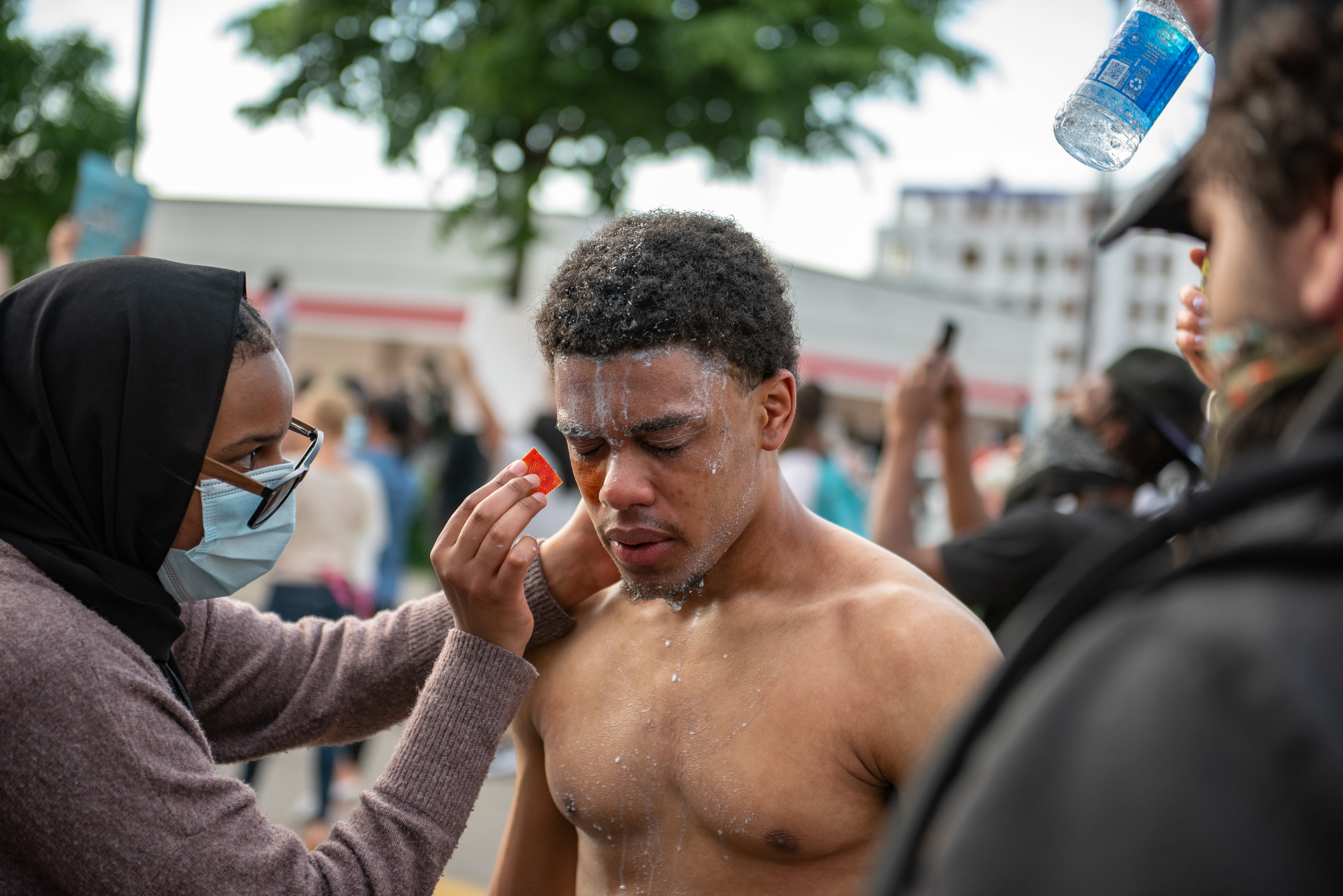
مسعفون في الشوارع يعالجون متظاهرًا أُصيب بمواد كيميائية.

استمرت الاحتجاجات حتى 27 مايو، وشملت مدينة شيكاغو. في حوالي الساعة السادسة مساءً، أطلقت الشرطة الرصاص المطاطي على المتظاهرين الذين كانوا يحطمون نوافذ قسم الشرطة. وفي وقت مبكّر من الليل، مشى رجل أبيض يرتدي معدات واقية سوداء وقناع للوجه، بشكل عرضي إلى مقر شركة أوتوزون للسيارات الواقعة بجوار قسم الشرطة، وحطّم نوافذ المبنى بواسطة مطرقة، وقد حثّه المارّة على التوقف. كانت هناك تكهنات بأن الرجل كان عميلًا استفزازيًا يحاول إدخال التخريب على الاحتجاج السلمي. زعمَ مستخدمو وسائل التواصل الاجتماعي أن الرجل كان ضابطًا سريًا في شرطة سانت بول، لكن إدارة الشرطة قد أصدرت بيانًا عبر تويتر ينفي تلك المزاعم.
في وقت لاحق من المساء، تُدُووِلَت مقاطع فيديو على تويتر وفيسبوك وغيرهما من منصات التواصل الاجتماعي تبيّن اندلاع حرائق في مقر شركة أوتوزون. وفي نفس الوقت نهبَ حشد من 100 شخص على الأقل متجراً قريبا من قسم الشرطة يتبع شركة تارجت. في تلك الليلة، أُصيب رجل برصاص قاتل من قبل مالك أحد المتاجر الذي قال إن الرجل كان يحاول السطو على متجره. قبضت الشرطة على المالك، وهو رجل عمره 59 عاما.

### اليوم الثالث: 28 مايو

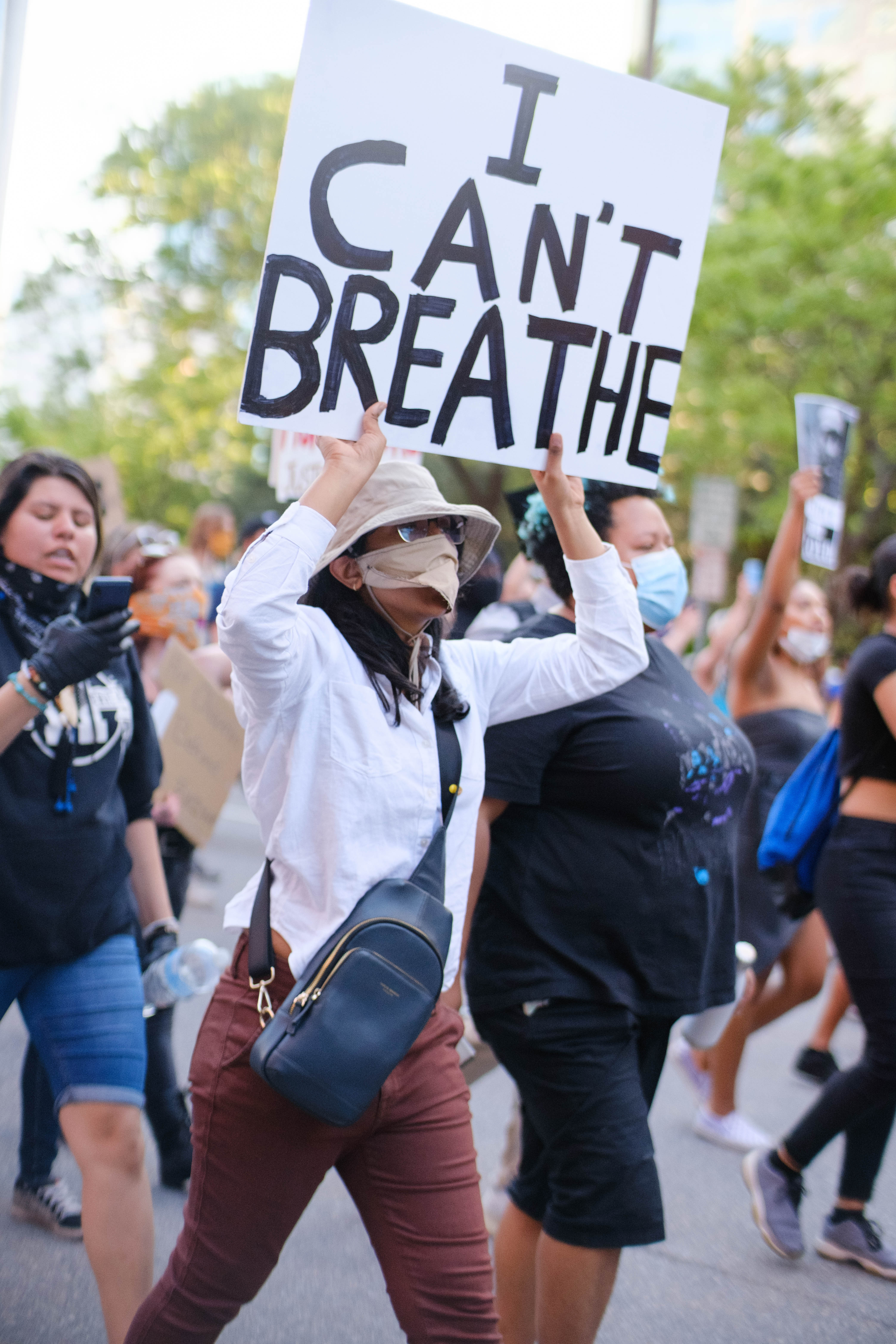
متظاهر يحمل لافتة مكتوب عليها "لا أستطيع التنفس"

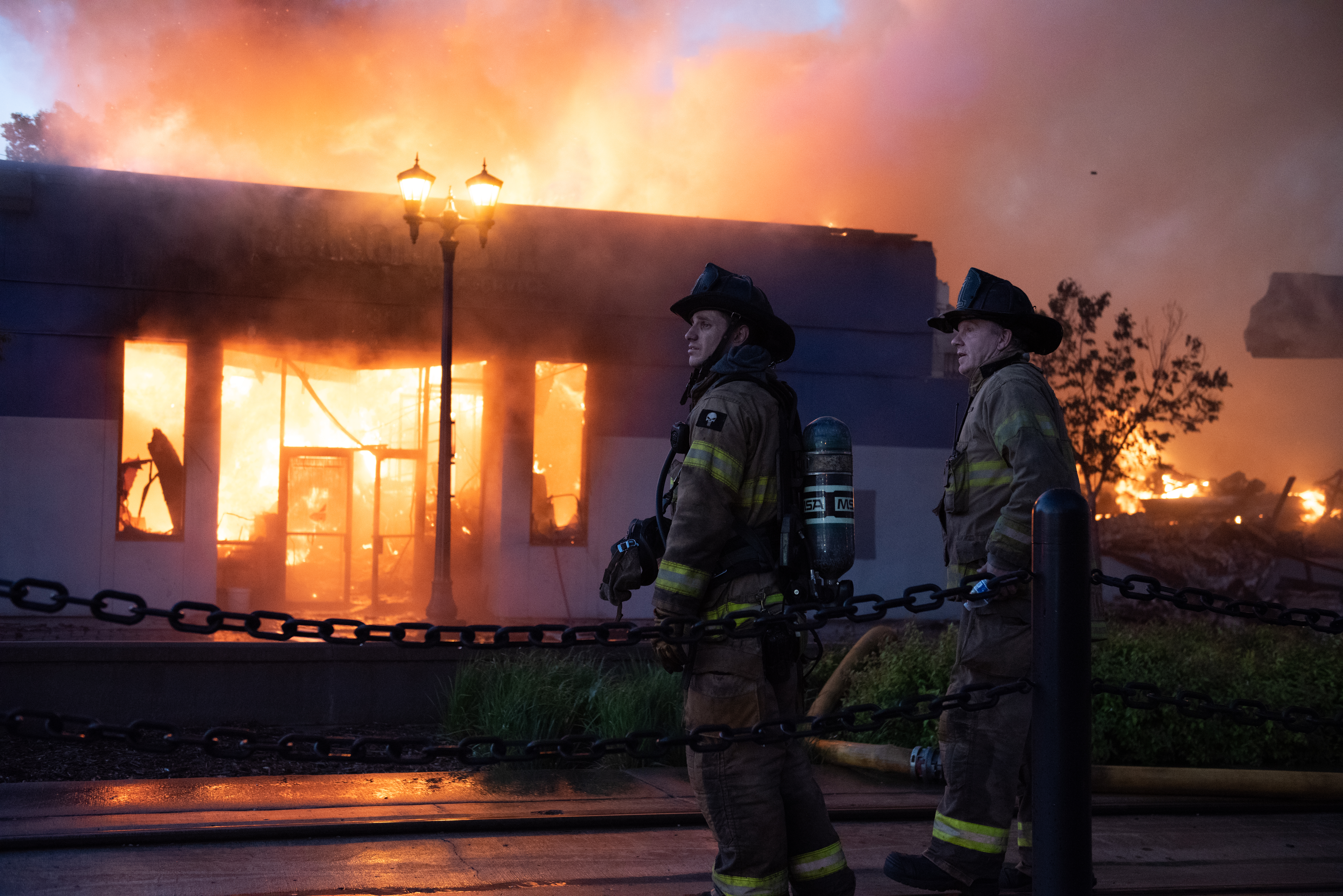
رجال الإطفاء يراقبون الأضرار في منيابولس في 28 مايو.

أُعلنت حالة الطوارئ في منيابولس في 28 مايو من قبل العمدة جاكوب فراي، وقام بنشر 500 جندي من الحرس الوطني في مينيسوتا في منطقة المدينتين التوأم.
بحلول الصباح، تعرّضت أكثر من 30 شركة تجارية في منيابولس للضرر من قبل المشاغبين. كما نُهبت عدّة متاجر بينها متجر يتبع شركة دولار تري ومتجر آخر لشركة تارجيت، واشتعلت النيران في أحد المطاعم القريبة. أفادت إدارة شرطة سانت بول أن 170 شركة تضررت أو نُهبت يوم الخميس، كما اشتعلت عشرات الحرائق. في مساء يوم 28 أيار، أشعل متظاهرون النار في مبانٍ قريبة من قسم شرطة الدائرة الثّالثة. وهدموا بعد ذلك السور المُحيط بالقسم لذا استخدمت الشرطة الغاز المسيل للدموع ضدهم، بينما استمرّت الاشتباكات والحرائق. سيطر المحتجّون على مبنى الدائرة الثالثة في وقت لاحق من الليل، وأضرموا النيران فيه.
تجمع حوالي 100 شخص غاضب من وفاة جورج فلويد في دولوث.
كما احتجّت مجموعة صغيرة من المتظاهرين الذين طالبوا بالعدالة في برينرد.

### اليوم الرَّابع: 29 مايو
|                  | دونالد ترامب | تويتر |
| ‎@realDonaldTrump |              |       |

            ردًا على ‎@realDonaldTrump
        

             (بالإنجليزية: ...These THUGS are dishonoring the memory of George Floyd, and I won't let that happen. Just spoke to Governor Tim Walz and told him that the Military is with him all the way. Any difficulty and we will assume control but, When the looting starts, the shooting starts. Thank you!)‏
         

            هؤلاء البلطجية يسخرون من ذكرى جورج فلويد، ولن أدع ذلك يحدث. تحدثت للتو إلى الحاكم تيم والز وأخبرته أن الجيش معه طوال الطريق. أي صعوبة وسنفترض السيطرة، ولكن عندما يبدأ النهب، يبدأ إطلاق النار. شكرا لك!
        

        May 29, 2020
    

## الوفيات
حتى 1 يونيو 2020، لاحظ المحققون 11 حالة وفاة متعلقة بمظاهرات جورج فلويد أو قربها:
- في 27 مايو في منيابولس، توفي كالفن هورتون جونيور بعد إصابته برصاصة قاتلة خلال احتجاج. ألقي القبض على صاحب متجر محلي، وأشارت مصادر الشرطة إلى أن المشتبه فيه أطلق النار بعد أن شاهد عمليات نهب.[104]
- في 29 مايو في ديترويت، أصيب رجل برصاصة قاتلة في محيط الاحتجاجات.[105]
- في 30 مايو في أوكلاند، أصيب ضابط خدمة الحماية الفيدرالية، ديفيد باتريك أندروود، برصاصة قاتلة خارج محكمة اتحادية في هجوم مما أدى أيضا إلى إصابة حارس آخر.[106] وأشار القائم بأعمال وزير الأمن الداخلي تشاد وولف إلى أن الضابط كان يراقب الاحتجاجات عندما قُتل على يد أحد المعتدين.[107]
- في 30 مايو في سانت لويس، توفي رجل بعد أن دهسته مقطورة شاحنة فيديكس كانت تفر من المشاغبين.[108]
- في 30 مايو في أوماها، أطلق النار على جيمس سكورلوك قاتلة خارج حانة.[109] المشتبه به في إطلاق النار هو صاحب الحانة.[109]
- في 30 مايو في تشيكاغو، قتل رجل وأصيب خمسة آخرون في حوادث متعددة بالقرب من الاحتجاجات.[110]
- في 31 مايو في إنديانابوليس، أصيب شخصان برصاصة قاتلة أثناء احتجاجات أو أعمال شغب في وسط المدينة.[111]
- في 1 يونيو في لويفيل (كنتاكي)، قتل رجل عندما ردت شرطة مترو لويزفيل وحرس كنتاكي بإطلاق النار بعد إطلاق النار عليهم.[112][113]
- في 1 يونيو في دافنبورت (أيوا)، قُتل اثنان من المتظاهرين في سلسلة من حوادث إطلاق النار مما أدى أيضًا إلى إصابة ضابط شرطة.[114]

### العنف

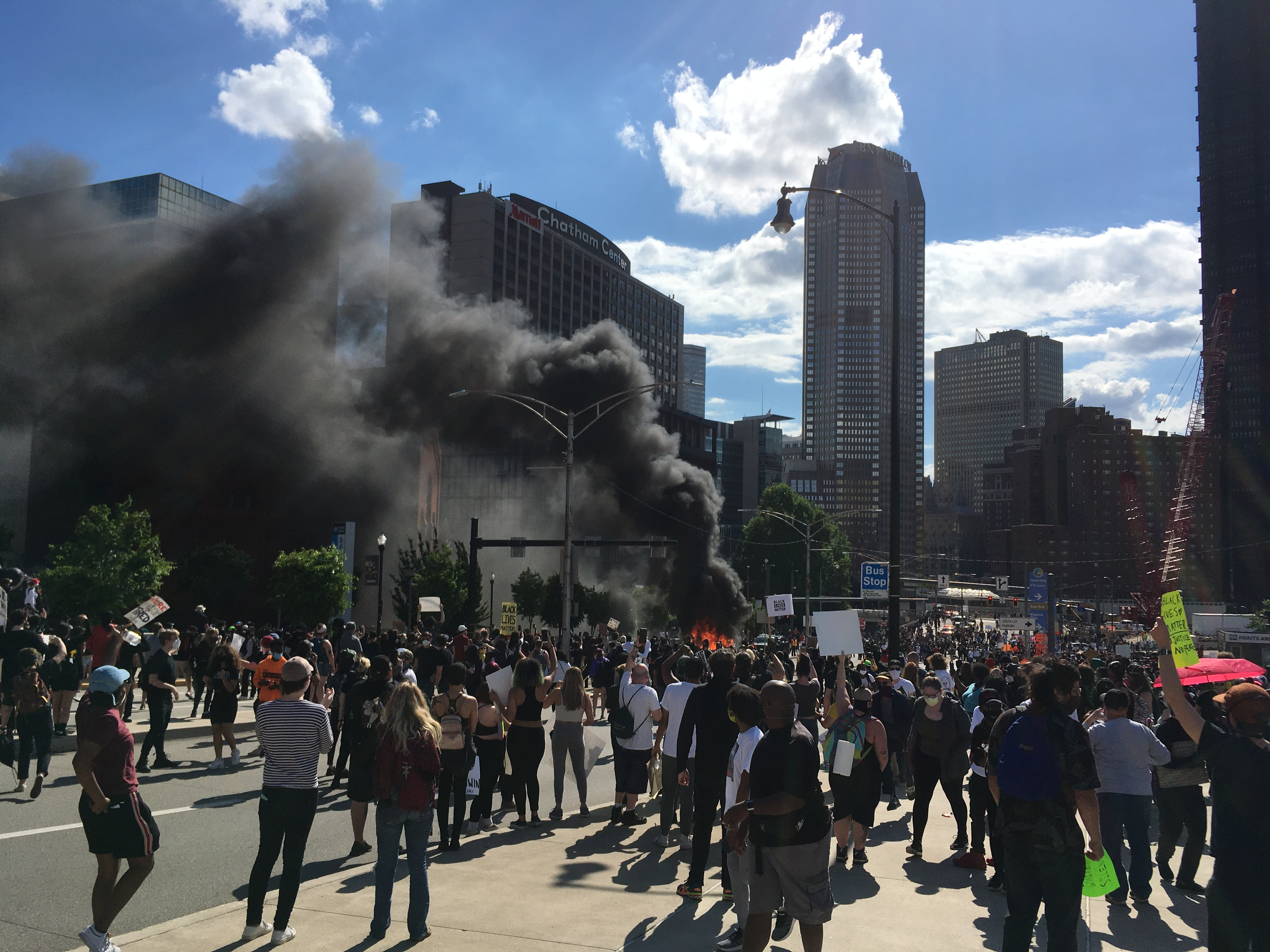
سيارة محترقة في بيتسبرغ بتاريخ 30 مايو

نفذت العديد من أعمال العنف الجماعي في الاحتجاجات.
| الموقع                 | الحادثة                              | الوفيات | الجرحى    | الهدف              | المصدر  |
| ---------------------- | ------------------------------------ | ------- | --------- | ------------------ | ------- |
| لويفيل (كنتاكي)        | إطلاق نار                            | 0       | 7         | متظاهرون           | [ 115 ] |
| أوكلاند                | إطلاق نار                            | 1       | 1         | الشرطة             | [ 116 ] |
| بيكرسفيلد (كاليفورنيا) | هجوم بواسطة مركبة صادمة [الإنجليزية] | 0       | 1         | المتظاهرون         | [ 117 ] |
| إنديانابوليس، إنديانا  | إطلاق نار                            | 2       | 2         | المتظاهرون         | [ 118 ] |
| دنفر، كولورادو         | هجوم بواسطة مركبة صادمة              | 0       | 4         | الشرطة             | [ 119 ] |
| سان خوسيه (كاليفورنيا) | هجوم بواسطة مركبة صادمة              | 0       | 2         | المتظاهرون         | [ 120 ] |
| شيكاغو                 | إطلاق نار                            | 1       | 5         | المتظاهرون         | [ 121 ] |
| لاس فيغاس              | رمي الحجارة                          | 0       | 11        | الشرطة             | [ 122 ] |
| لويفيل (كنتاكي)        | إطلاق نار                            | 1       | غير معلوم | المتظاهرون         | [ 112 ] |
| دافنبورت (أيوا)        | إطلاق نار                            | 2       | 1         | المتظاهرون والشرطة | [ 114 ] |

## الملاحظات
1. ↑  وذكرت صحيفة The Bakersfield Californian أنه كان هناك حوالي 500 متظاهر ، في حين قدرت الشرطة أن ما بين 200 و 300 متظاهر كانوا أمام مقر الشرطة.[54][55]